# Muzeum Ziemi Braniewskiej

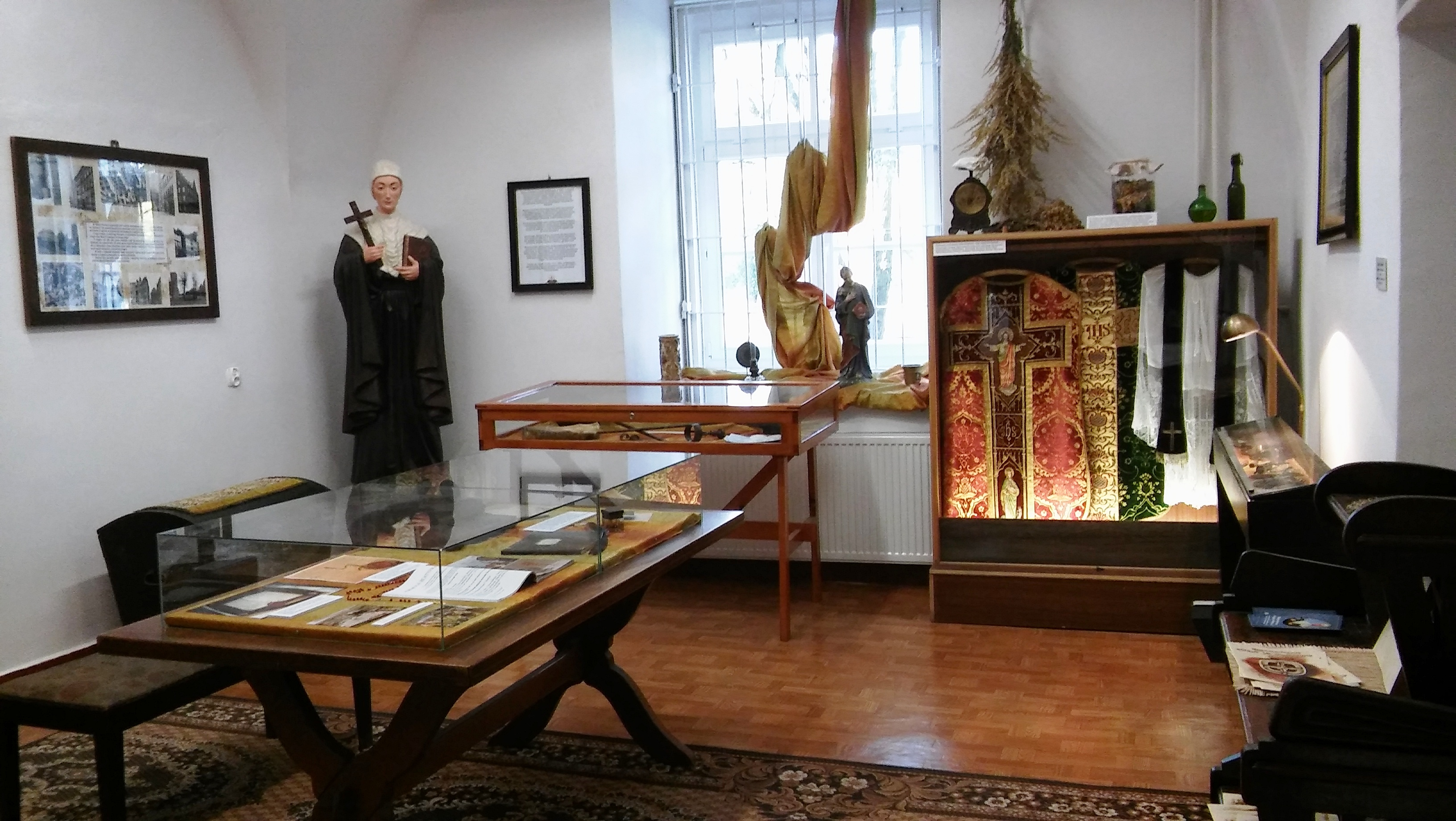
Ekspozycje muzealne (2017)

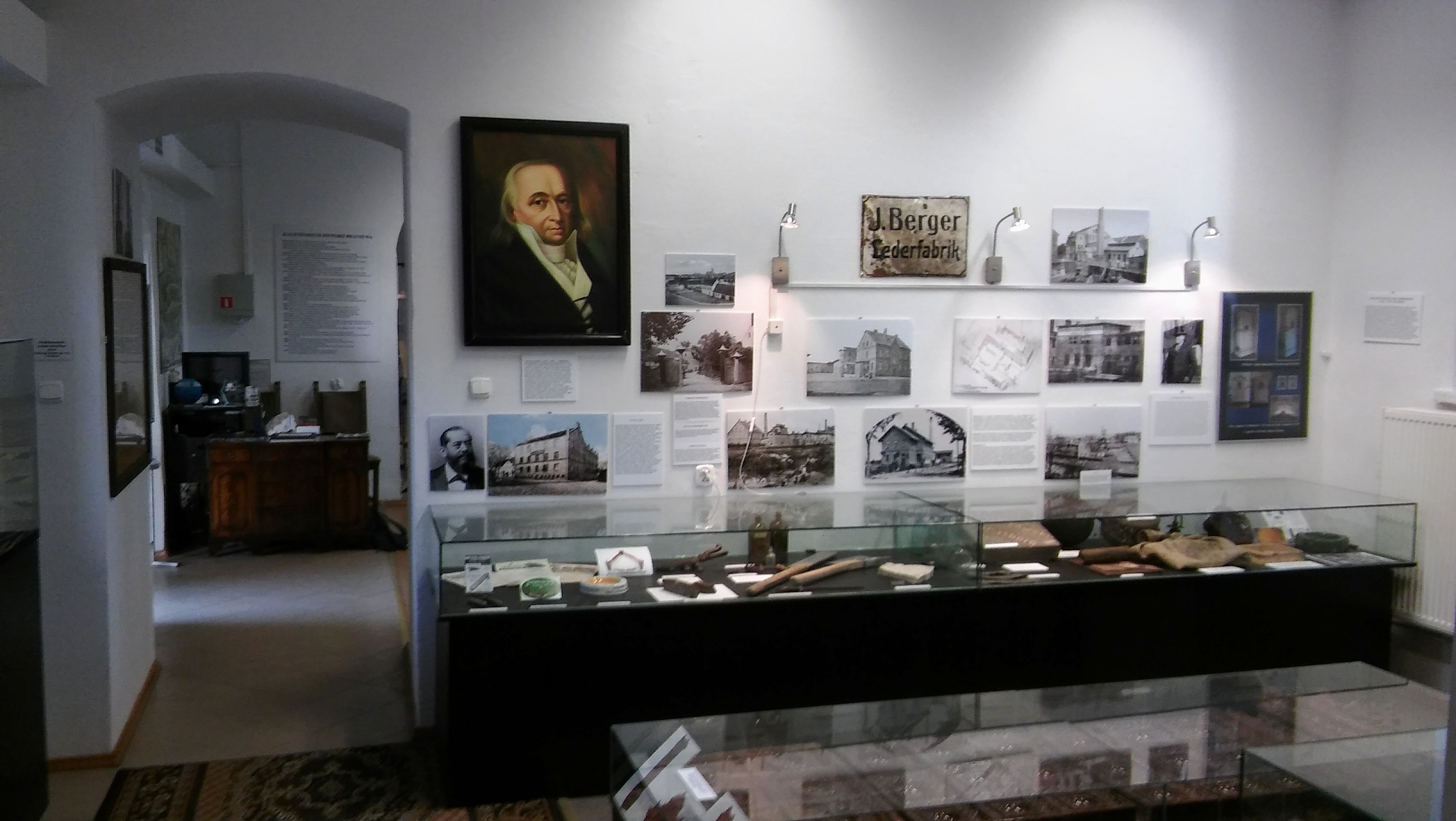
Ekspozycje muzealne (2017)

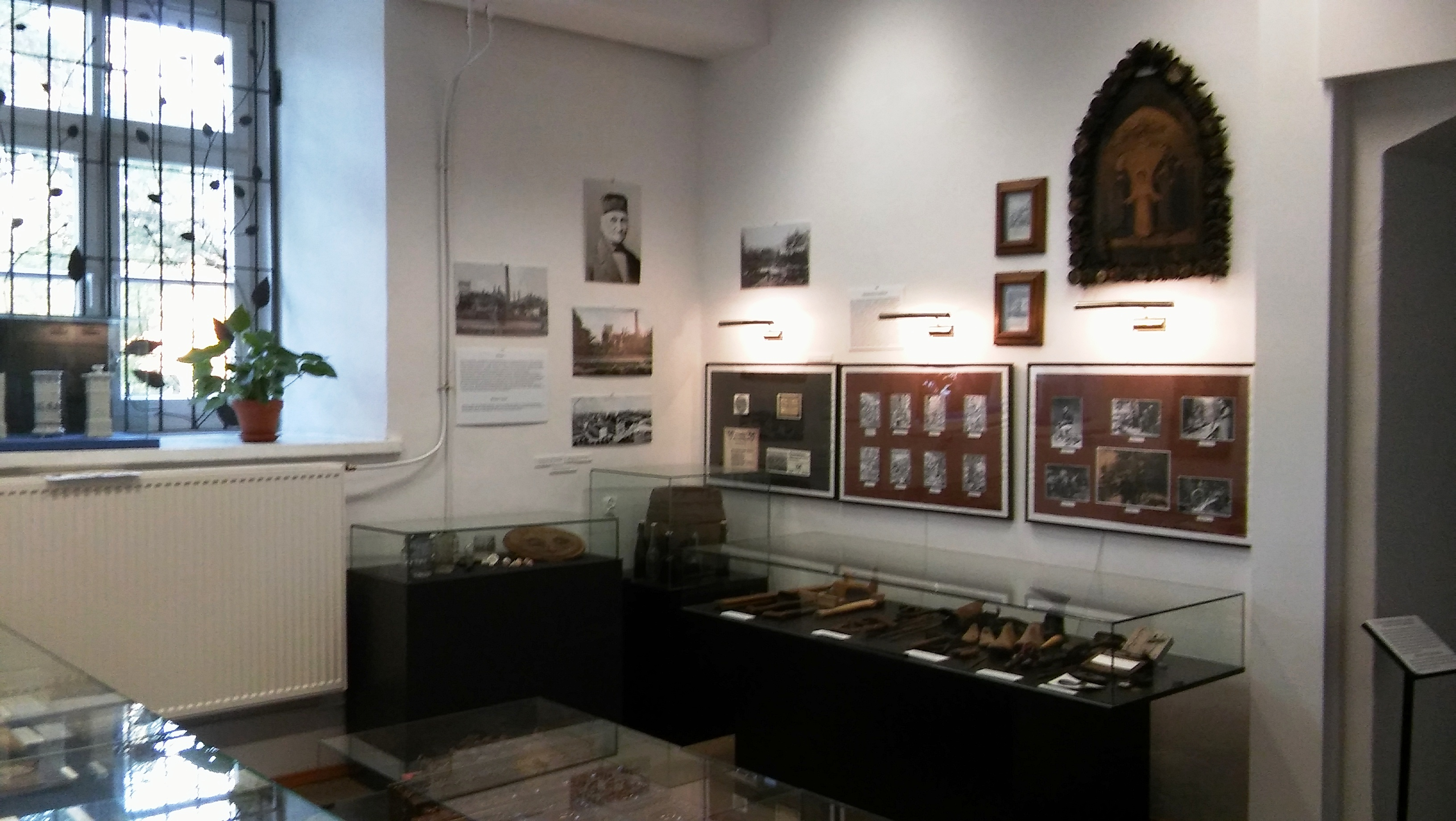
Ekspozycje muzealne (2017)

Muzeum Ziemi Braniewskiej – placówka muzealna w Braniewie, założona w 2016 z inicjatywy miejscowych działaczy społecznych, członków i miłośników Towarzystwa Miłośników Braniewa. Uroczyste otwarcie pierwszej ekspozycji miało miejsce 3 września 2016. Zalążkiem zbiorów była kolekcja Braniewskiego Towarzystwa Historycznego „Baszta” oraz liczne dary społeczeństwa.

## Historia muzealnictwa w Braniewie

### Pierwsze muzeum – Das Antik-Archäologische Kabinett am Lyceum Hosianum

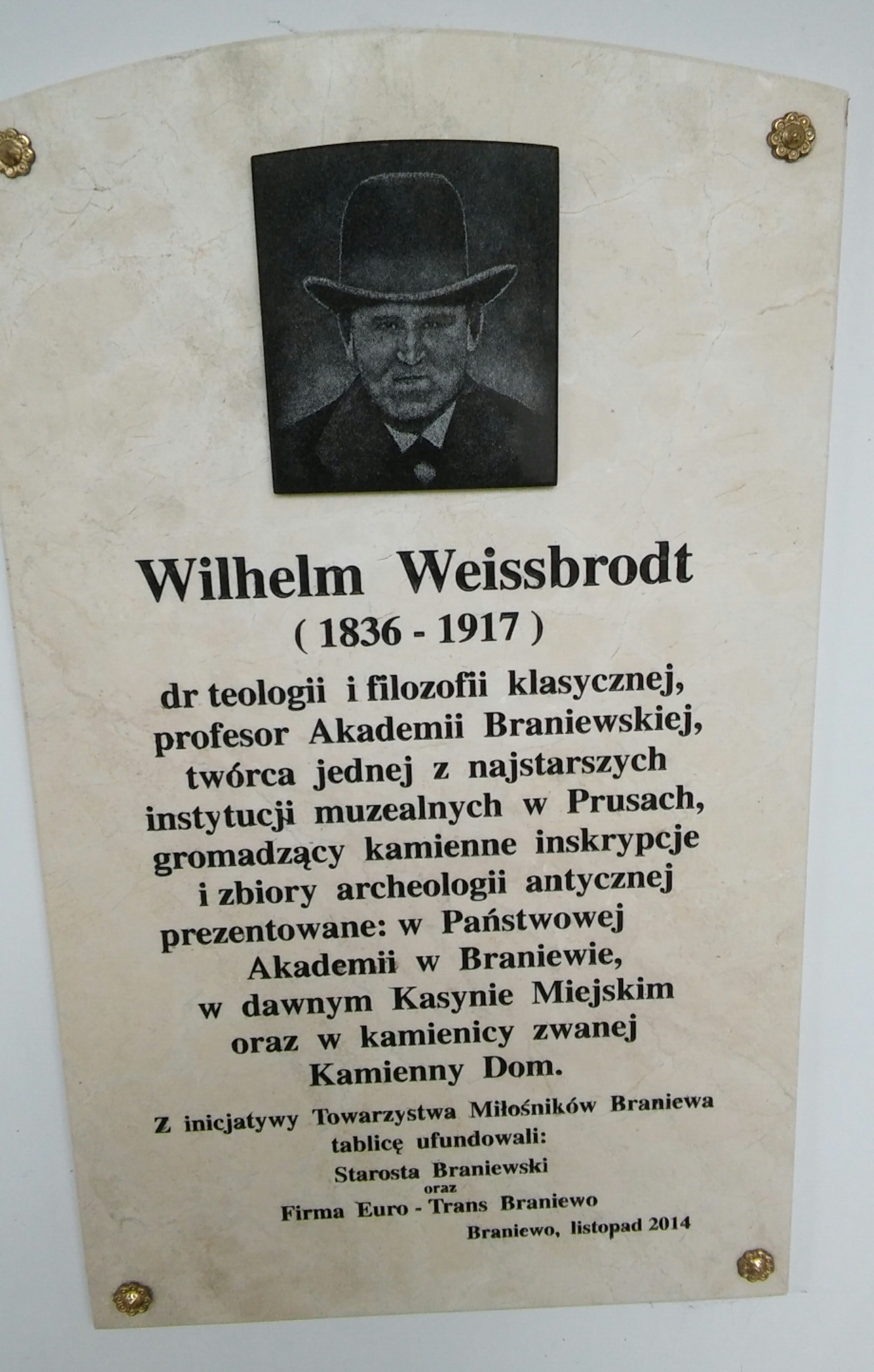
Założyciel pierwszego muzeum – prof. Weißbrodt

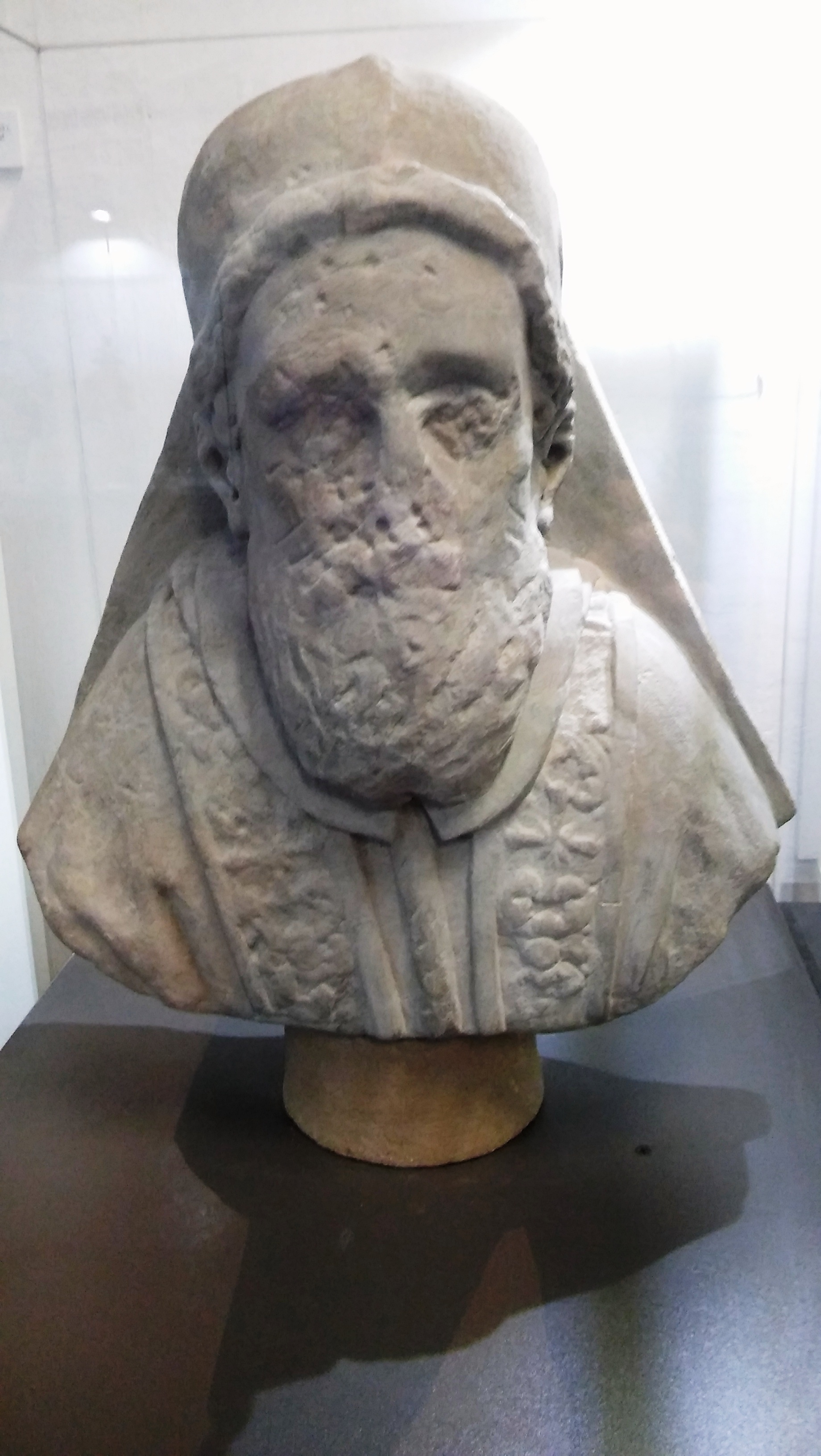
Jeden z cenniejszych eksponatów – popiersie biskupa Marcina Kromera z XVI wieku

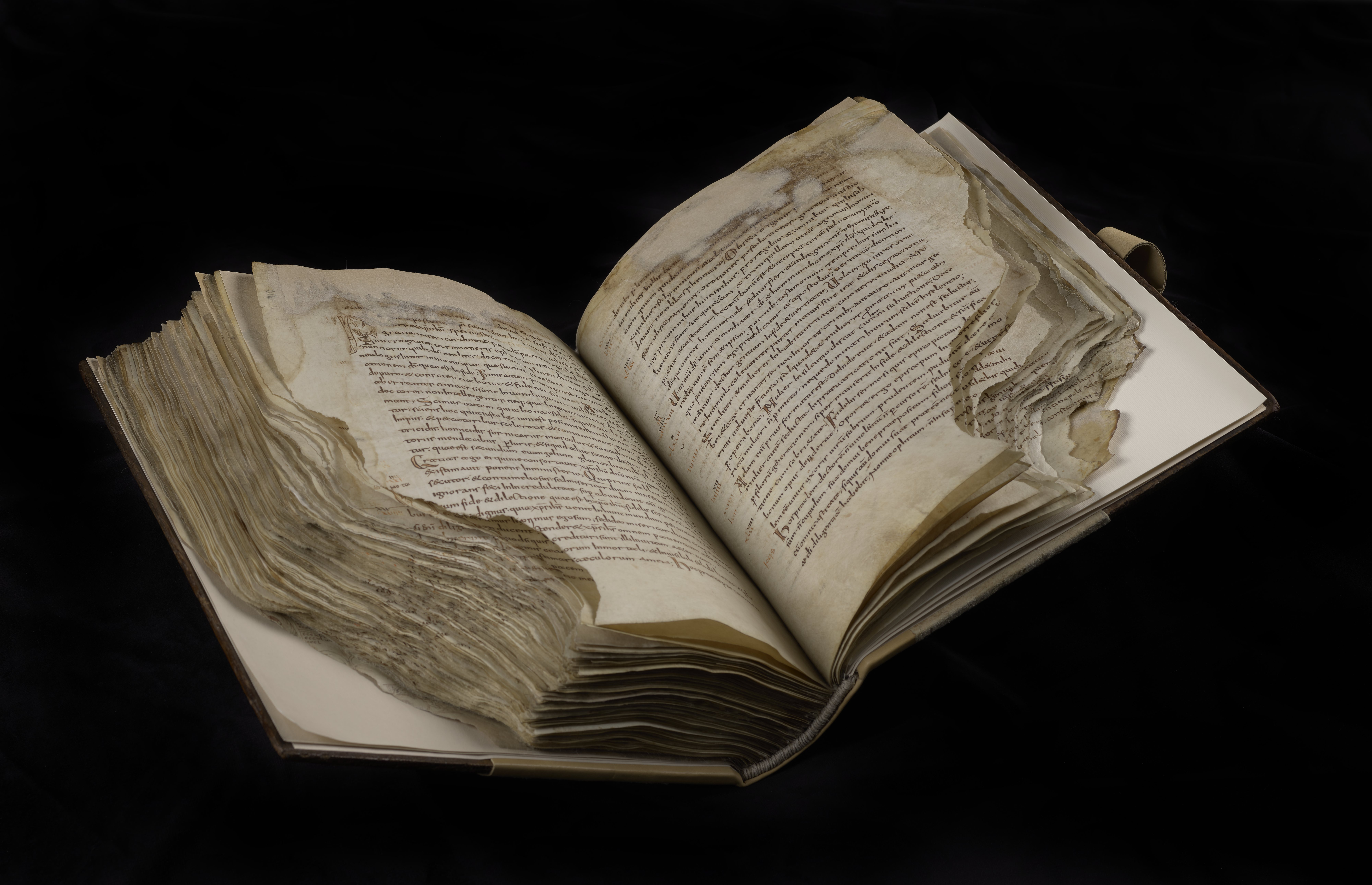
Biblia. Testamentum Novum cum prologis, pozyskana ok. 1900 przez prof. Weißbrodta – współcześnie najstarszy zabytek w Bibliotece Narodowej

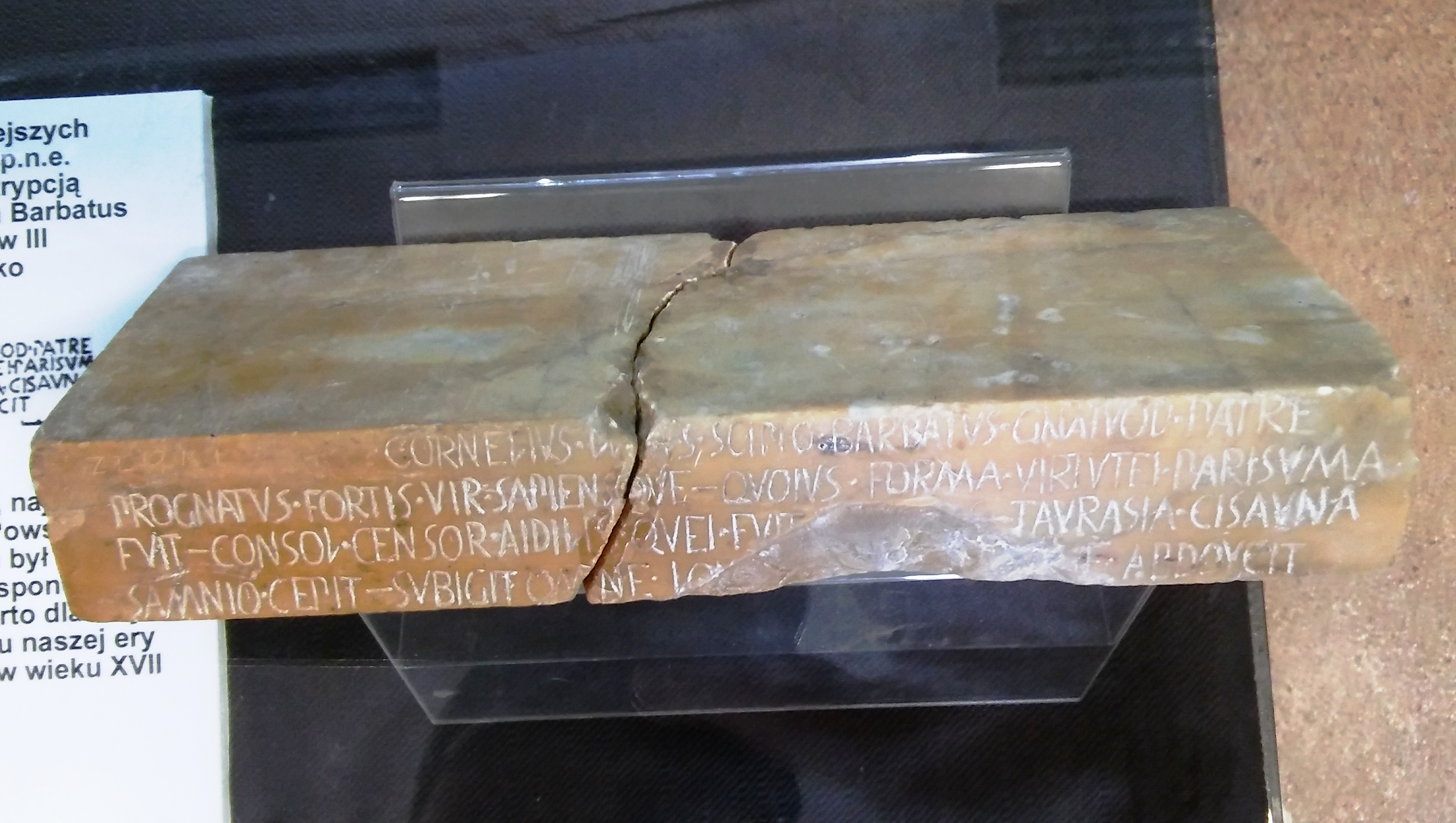
Kopia inskrypcji łacińskiej z końca XIX w. (na zamówienie prof. Weißbrodta) z sarkofagu konsula Luciusa Corneliusa Scypiona Barbatusa (298 p.n.e.). Jego zwycięstwa opisuje elogium na sarkofagu – jest to najstarsza inskrypcja łacińska dotycząca postaci historycznej

W 1880 przy braniewskim Liceum Hosianum prof. Wilhelm Weißbrodt utworzył jedno z najstarszych muzeów w Prusach Wschodnich Das Antik-Archäologische Kabinett am Lyceum Hosianum in Braunsberg. Początkowym zamysłem autora było stworzenie sali historycznej stanowiącej bazę dydaktyczną dla studentów uczelni, lecz dzięki gorliwości profesora z początkowo niewielkiego zbioru gipsowych odlewów powstało pokaźne muzeum sztuki antycznej. Wśród eksponatów prof. Weißbrodt zgromadził w muzeum, oprócz odlewów, wiele zabytkowych inskrypcji oraz znalezisk archeologicznych. Pod koniec życia profesora Weißbrodta katalog zbiorów liczył 1250 pozycji, z czego około połowa zbiorów była oryginałami. Kamiennych inskrypcji było około 140. Ponadto gabinet archeologii antycznej zawierał wiele bezcennych zabytków z Grecji, Italii i Egiptu: rzeźby antyczne i reliefy, detal architektoniczny, kolekcję ceramiki obejmującą zespół waz greckich (jak aryballos czy alabastron koryncki), greckie naczynia czarno- i czerwonofigurowe, naczynia wykopane przez Heinricha Schliemanna w Troi, rzymskie Terra sigillata czy etruskie Bucchero, terakoty aleksandryjskie, lampki rzymskie; ponadto zbiór małej plastyki greckiej, rzymskiej i egipskiej, w tym gliniane figurki z Tanagry; a także liczne rzymskie przedmioty ze szkła i brązu, fragmenty tkaniny koptyjskiej, mumie i papirusy egipskie, oprócz tego biżuterię, broń i inne. Za sprawą prof. Weißbrodta i profesora historii Viktora Röhricha od 1899 działał również gabinet numizmatyczny, który obejmował zarówno monety antyczne, jak i późniejsze. Najważniejszy etap budowania kolekcji skończył się w 1917 wraz ze śmiercią profesora Weißbrodta, który mimo podeszłego wieku (umarł w wieku 81 lat) do końca był oddany braniewskiej uczelni i jej zbiorom. W latach 1918–1923 kolejnym opiekunem zbiorów antycznych został Josef Kroll (1889–1980), profesor filozofii klasycznej, wykształcony na uniwersytetach w Münster, Freiburgu i Berlinie, zajmujący się problematyką religijności w świecie greckim (następnie wyjechał z Braniewa na uniwersytet w Kolonii, gdzie został rektorem). W 1923 zbiory przejął profesor Bernhard Laum (1884–1974), znany archeolog, specjalista od antyku greckiego i rzymskiego, po doktoracie w Strasburgu i habilitacji we Frankfurcie. Za jego czasów, podobnie jak za kadencji jego poprzednika, nie było już tak wiele nowych nabytków. W XX w. muzeum zmieniało swoją lokalizację w mieście, część zbiorów była prezentowana w Kamiennym Domu, część została przeniesiona w 1927 do budynku dawnego kasyna miejskiego. W 1936 prof. Laum opuścił Braniewo, przenosząc się na Uniwersytet w Marburgu, ostatnim kustoszem muzeum został nauczyciel greki i łaciny Josef Weinig (1888–1945).
Muzeum istniało jednak nieprzerwanie aż do II wojny światowej. W 1945 budynki, w których przechowywano zbiory – Kamienny Dom i budynek po kasynie – zostały zniszczone podczas działań wojennych, a po wojnie rozebrane.

### Sytuacja po II wojnie światowej
Po wojnie zbiory uległy rozproszeniu, muzeum przestało istnieć. Część eksponatów zaginęła, część eksponatów sztuki sakralnej trafiła do kościołów w różnych miastach. Do dziś na wystawach w zamku w Lidzbarku Warmińskim (oddział Muzeum Warmii i Mazur) prezentowanych jest kilkanaście rzeźb oraz część kolekcji cyny z przedwojennych zbiorów Braniewa. Wiele z ocalałych zabytków przekazano do ówczesnego Muzeum Mazurskiego w Olsztynie, później znalazły się one w Dziale Sztuki Starożytnej Muzeum Narodowego w Warszawie (122 kamienne inskrypcje – 39 łacińskie i 84 greckie). Najstarszy rękopis w Muzeum Narodowym w Warszawie pochodzi ze zbiorów muzealnych Braniewa. Jest nim rękopis Nowego Testamentu z VIII wieku, zakupiony przez prof. Weißbrodta w 1900, a przechowywany wcześniej w Trewirze i Koblencji.
Od 1945 Braniewo nie miało własnej placówki muzealnej, pomimo swojej bogatej historii.
28 listopada 1978 zawiązało się w mieście Towarzystwo Miłośników Braniewa. Od samego początku istnienia stowarzyszenia jednym z priorytetów działalności było dążenie do utworzenia muzeum miasta Braniewa. Idea długo pozostawała w sferze planów, m.in. ze względu na problem znalezienia odpowiedniej godnej lokalizacji, właściwej dla tego rodzaju placówki. Brak było też zaangażowania władz lokalnych, a także środków finansowych na zrealizowanie przedsięwzięcia. W 2015 Towarzystwo Miłośników Braniewa wystąpiło do starosty braniewskiego z pismem proszącym o pomoc i podjęcie działań w Kurii Arcybiskupiej, mającym na celu zrealizowanie marzenia wielu mieszkańców Braniewa – utworzenia muzeum.
W styczniu 2016 podpisane zostało porozumienie władz powiatu braniewskiego z Kurią Archidiecezjalną w Olsztynie – właścicielem historycznego obiektu Collegium Hosianum, na mocy którego pomieszczenia po zlikwidowanej bibliotece pedagogicznej zostały użyczone do końca 2025 roku na obiekt muzealny. W czerwcu 2016 udało się przenieść do pomieszczenia zastępczego cały księgozbiór ok. 20 tys. książek biblioteki, w lipcu rozpoczęto remont i adaptację pierwszych pomieszczeń. To wszystko mogło się odbyć dzięki finansowym wsparciu Starostwa Powiatowego w Braniewie, wsparciu materialnym braniewskich przedsiębiorców oraz pomocy mieszkańców Braniewa. Pomoc ze strony osób wspierających polegała na przekazywaniu niezbędnego wyposażenia, w tym: materiałów budowlanych, elektrycznych, grzejników, a także wsparcia logistycznego. Istotnym czynnikiem powstania muzeum był też dobry klimat ze strony Kościoła oraz dyrekcji Zespołu Szkół Zawodowych, która zajmuje pozostałą część obiektu.

## Muzeum Ziemi Braniewskiej
Muzeum Ziemi Braniewskiej zostało otwarte 3 września 2016. Prowadzone jest społecznie przez organizację pozarządową, jaką jest Towarzystwo Miłośników Braniewa. Pozyskiwane bądź wypożyczane są kolejne eksponaty do muzeum, otwierane kolejne wystawy stałe i czasowe. Ponadto organizowane są w muzeum konferencje, w tym międzynarodowe, oraz czwartkowe spotkania z historią. Remontowane i adaptowane na cele muzealne są kolejne pomieszczenia – m.in. przylegająca do obiektu Hosianum średniowieczna 4-kondygnacyjna Wieża Klesza. 4 sierpnia 2017 w Muzeum Ziemi Braniewskiej dokonano otwarcia kolejnych wystaw pt. „Braniewo - miasto portowe od połowy XIV do połowy XX wieku” oraz „Ceramika budowlana konstrukcyjna i dekoracyjna”. Do Wieży Kleszej przeniesiona została wystawa „Historia Zamku Biskupiego w Braniewie”.16 listopada 2017 otwarto kolejną wystawę „W przededniu wielkiej wojny 1409–1410”. Na wystawie prezentowane są zbroje rycerskie oraz poszczególne elementy: przyłbica, napierśniki, naramienniki, rękawice i trzewiki pancerne, a także sztylety, tarcze i miecze. Na ścianie ukazana jest chorągiew braniewska, a w witrynkach drobne przedmioty codziennego użytku.  
Na zewnątrz muzeum, pod arkadami, znajduje się ciekawy ciąg tablic pamiątkowych, sukcesywnie wystawianych kolejnym wybitnym postaciom związanym z Braniewem, jak m.in. Antonio Possevino (pierwsza tablica, styczeń 2006), Stanisław Hozjusz (listopad 2006), Władysław Świtalski (2012), Wilhelm Weißbrodt (2014), Maciej Kazimierz Sarbiewski (2016), Konrad Zuse (2017) i ostatnia poświęcona węgierskiemu poecie epoki odrodzenia Bálintowi Balassiemu (31 maja 2018). Kolejne tablice wybitnych osób związanych z Braniewem są już umieszczane w innych lokalizacjach w mieście, np. tablice honorowych obywateli Braniewa – Jacoba Jacobsona (21 września 2018) i Wojciecha Iwulskiego (21 października 2020) – zostały odsłonięte przy ul. Kościuszki., a tablice upamiętniające zmarłych wykładowców na otwartym w 2021 lapidarium na cmentarzu św. Jana.  
Wydawana była również w formie papierowej cykliczna publikacja poświęcona historii Braniewa i okolic pt. Celulozowe Muzeum Ziemi Braniewskiej. Wydanie pierwszej części miało miejsce w grudniu 2014, jako pierwszy przyczynek do utworzenia muzeum, a także tęsknota za niezmaterializowanymi jeszcze dążeniami do jego posiadania. Do 2017 wydane zostały cztery części publikacji Celulozowe Muzeum Ziemi Braniewskiej. Następne wydania są to przeważnie monografie poświęcone historycznym budowlom i wybitnym mieszkańcom – m.in. Życie i działalność ks. Tadeusza Brandysa, Życie i działalność ks. dziekana Stanisława Orłowskiego, Historia Wieży Kleszej, Dawne braniewskie obwarowania miejskie.  
Muzeum jest otwarte codziennie w godz. 12.00–16.00 oprócz poniedziałków. Wstęp do muzeum jest bezpłatny.